# Ascanio Branca

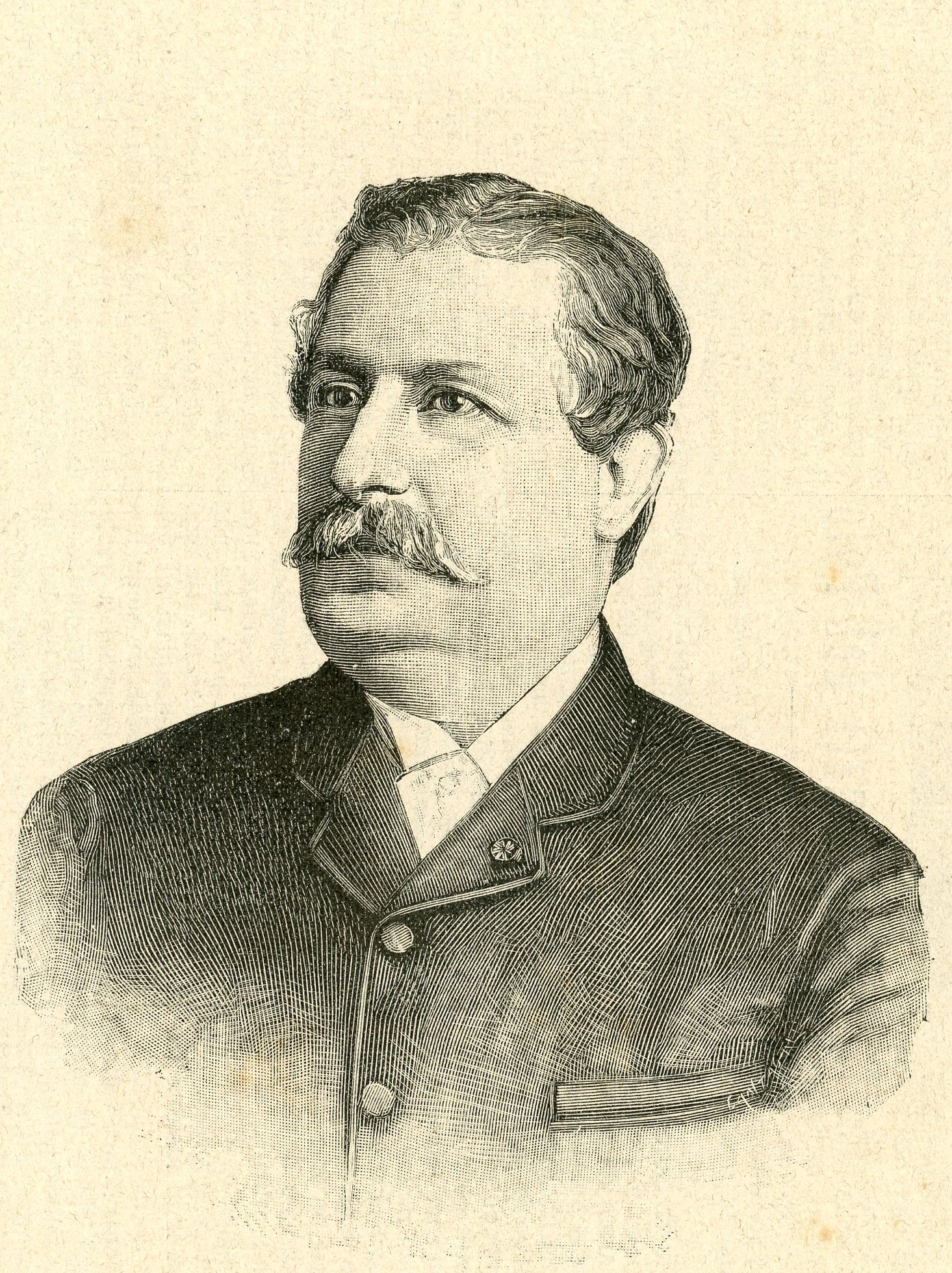

Ascanio Branca, född 10 mars 1840 i Potenza, död 7 mars 1903 i Rom, var en italiensk politiker.
Branca studerade juridik och finansvetenskap samt valdes 1870 att representera sin hembygd i deputeradekammaren. Han var understatssekreterare i handelsministeriet till 1885, förordnades 1887 till en av de italienska fullmäktige för underhandling med Frankrike om en handelstraktat, var februari 1891 till maj 1892 minister för allmänna arbeten i Antonio di Rudinìs första kabinett, mars 1896 till juni 1898 finansminister i Rudinìs andra kabinett och juni 1900 till februari 1901 minister för allmänna arbeten i kabinettet Giuseppe Saracco. Branca författade på franska Le crédit et la banque internationale (1867).